# 301 av. J.-C.
Cette page concerne l'année 301 av. J.-C. du calendrier julien proleptique.

## Événements
- Début de l’été : Antigone le Borgne et Démétrios Poliorcète sont vaincus à la bataille d'Ipsos par Séleucos, Lysimaque et Pleistarchos. Antigonos est tué. L’empire d’Alexandre est définitivement démembré en quatre royaumes : Macédoine, Thrace, Syrie et Égypte[1].
  - Lysimaque obtient l’Asie mineure jusqu’au Taurus, sauf quelques places en Lycie, Pamphylie et Pisidie qui restent à Ptolémée et la Cilicie, qui échoit à Pleistarchos, frère de Cassandre[1].
  - Ptolémée établit sa domination sur la Palestine, la Cœlé-Syrie et Chypre[2].
  - Séleucos réclame la Syrie mais est incapable de l’annexer complètement face à l’avancée de Ptolémée jusqu’au fleuve Eleutherus[1].
  - Démétrios se retranche en Grèce[1] et son fils Antigonos II est peu après proclamé roi de Macédoine (294 av. J.-C.).
- 22 septembre (1er novembre du calendrier romain) :  à Rome, les consuls ne sont pas renouvelés. Dictature de Marcus Valerius Corvus. Il triomphe des Étrusques le 12 octobre (21 novembre du calendrier romain)[3].
- Ariarathe se proclame roi de Cappadoce (fin de règne vers 280 av. J.-C.)[4].
- Le philosophe stoïcien Zénon de Cition fonde l’école du Portique (Stoa) à Athènes[5].

## Décès en 301 av. J.-C.
- Antigone le Borgne